# Pteropus pelewensis
Pteropus pelewensis (Крилан палавський) — вид рукокрилих, родини Криланових.

## Поширення, поведінка
Ендемік в Палау. Відомий від рівня моря до 213 м над рівнем моря. Можуть бути знайдені в різних місцях проживання, але, здається, тяжіють до вологих тропічні лісів і болотних лісів. Спочивають на сідалі поодинці або невеликими групами. Самиці, як вважають, народжують щорічно одне маля. 

## Загрози та охорона
Основною загрозою для цього виду завжди була надмірна експлуатація, в першу чергу для комерційної торгівлі за межами Палау, але й для місцевого застосування. Полювання на комерційний експорт закінчився в 1994 році, але значне полювання для місцевого споживання триває. Вирубка лісів і розвиток, зокрема доріг існують тепер. Крім того, великі тайфуни являють собою потенційну загрозу. Цей вид відомий з ряду охоронних районів.